# 三野郡
三野郡（日语：／ Mino gun */?）為過去隸屬日本讚岐國的郡，廢藩置縣後屬香川縣，已於1899年與豐田郡合併為三豐郡。
過去的轄區現皆已全數併入三豐市。

## 歷史
江戶時代分屬於丸龜藩及其支藩多度津藩的領地。1871年廢藩置縣後，最初屬丸龜縣和倉敷縣，但不到一年內，被整併為香川縣所屬。1873年後，陸續又被整併為名東縣、香川縣、愛媛縣，直到1888年才最終確定屬於再次恢復設置的香川縣。
- 根据《旧高旧领取调帐》中记载，明治初期便已存在的村落包括：（37村）
  - 丸龟藩（32村）：上高濑村、下高濑村、下胜间村、上胜间村、佐股村、下麻村、上麻村、财田中村、财田西村、大野村、本之大村、寺家村、上高野村、竹田村、笠冈村、新名村、比地中村、比地大村、比地村、下高野村、冈本村、仁尾村、大滨浦、箱浦、生里浦、粟岛、志志岛、诧间村、吉津村、家浦、香田浦、积浦。
  - 多度津藩（5村）：神田村、财田上村、羽方村、松崎村、大见村。

## 年表

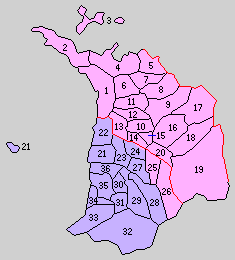
三野郡最初的行政區劃：1.仁尾村 2.莊內村 3.粟島村 4.詫間村 5.大見村 6.吉津村 7.下高瀨村 8.上高瀨村 9.勝間村 10.笠田村 11.比地二村 12.比地大村 13.桑山村 14.本山村 15.上高野村 16.二之宮村 17.麻村 18.神田村 19.財田村 20.財田大野村（桃色現為三豐市）

- 1871年：多度津藩废藩，领地编入仓敷县。
- 1890年2月15日：實施町村制，三野郡下轄：仁尾村、荘內村、粟島村、詫間村、大見村、吉津村、下高瀨村、上高瀨村、勝間村、笠田村、比地二村、比地大村、桑山村、本山村、上高野村、二之宮村、麻村、神田村、財田村、財田大野村。（20村）
  - 仁尾村 ← 仁尾村、家浦
  - 荘内村 ← 大滨浦、生里浦、箱浦、積浦
  - 粟島村 ← 粟島、志志岛
  - 詫間村 ← 詫間村、香田浦、松崎村
  - 大見村（单独村制）
  - 吉津村（单独村制）
  - 下高濑村（单独村制）
  - 上高濑村 ← 上高濑村、新名村
  - 勝間村 ← 上勝間村、下勝間村
  - 笠田村 ← 笠冈村、竹田村
  - 比地二村 ← 比地村、比地中村
  - 比地大村（单独村制）
  - 桑山村 ← 岡本村、下高野村
  - 本山村 ← 寺家村、本之大村（財田川以東）
  - 上高野村（单独村制）
  - 二之宫村 ← 佐股村、羽方村
  - 麻村 ← 上麻村、下麻村
  - 神田村（单独村制）
  - 財田村 ← 財田上村、財田中村
  - 財田大野村 ← 大野村、財田西村
- 1899年4月1日：與豐田郡合併為三豐郡。